# Sövestads IF
Sövestads IF är en fotbollsförening i Sövestad som bildades i november 1932 av ett antal fotbollsintresserade Sövestadsbor. Klubbens första kassör kom att bli Gösta Andersson, och han behöll sedan denna position till sin död i december 2000.
Klubben är kanske mest känd för att vara fotbollsspelaren och f.d. landslagsmålvakten Caroline Jönssons moderklubb. Artisten Frans Jeppsson Wall har också tränat i klubben.
Klubben har både damlag och herrlag, herrlaget ligger 2012 i division 7 och damlaget ligger 2012 i division 5.
Klubben har många ungdomslag också.